# 胡文瀚
胡文瀚，OBE，JP（1920年11月28日—2006年），原名胡应沾，香港商人的士大王胡忠的長子，胡應湘的長兄，胡忠家族成員。為香港工業總會名譽會長，香港中华厂商联合会永远名誉会长，合和實業有限公司榮譽主席。

## 生平
胡文瀚生於1920年11月28日，幼承庭训，读于香港敦梅學校，后升讀英皇書院（1934年至1940年），再於1940年至1941年入讀香港大学工科。日军侵港，胡文瀚轉到中國大陸，於1941年至1944年間在国立中山大学工學院完成学业，获机械工程学学士銜。1945年襄助父亲复业，并创办酒店、电影、戏院、房地产及冷气机，电机制造业等。曾任香港东区扶轮社社长，保良局首总理、香港工业训练委员会副主席、香港生产力促进委员会副主席、香港中华厂商联合会副会长及永远名誉会长、香港理工学院校董会副主席及教职员聘用委员会主席、香港工业总会主席，并先后五次以香港代表团团长身份参加联合国亚洲远东经济委员会各工业及资源委员会会议。现任合和实业有限公司董事长，威特实业有限公司董事长。
1960年代起，在多個部門出任公職，包括市政局、立法局、貿易發展局、職業訓練局及生產力促進局。1968年任市政局议员，1972年任立法局议员，1974年获OBE勋衔。还是美国冷气工程师学会会员。1975年至1980年任香港工業總會主席，卸任後被委為名譽會長。1978年領導工總實行「購用港貨」行動，並於同年推出香港優質產品計劃（Q嘜）。1991年，獲頒廣州市榮譽市民、香港理工學院榮譽工程學博士。1992年，獲香港大學名譽法學博士。

## 資料來源
1. 1 2 3 4 5 6 7  盧子健、何安達. . 天地圖書. 1994: 222.
2. ↑  香港商戰風雲录 的存檔，存档日期2016-02-15.
3. 1 2 3 4  Kevin Sinclair (编).  4. Who's Who in Hong Kong Ltd.、Asianet Information Services Ltd. 1988: 430-431.

- 胡文瀚 - 香港大學名譽法學博士1992 [永久]
- 工總悼念名譽會長胡文瀚博士[永久]